# Singhiella longisetae
Singhiella longisetae es un hemíptero de la familia Aleyrodidae, con una subfamilia: Aleyrodinae.
Fue descrita científicamente por primera vez por Chou & Yan en 1988.